# Julius Thomas
Julius Dewayne Thomas (Stockton, 27 giugno 1988) è un ex giocatore di football americano statunitense che ha militato nel ruolo di tight end nella National Football League (NFL). Fu scelto nel corso del quarto giro (129º assoluto) del Draft NFL 2011 dai Denver Broncos. Al college ha giocato a football alla Portland State University.

## Carriera

### Denver Broncos
Thomas fu scelto nel corso del quarto giro del Draft 2011 dai Denver Broncos. Nella sua stagione da rookie disputò 5 partite, una delle quali come titolare, totalizzando cinque yard su ricezione. Nella sua seconda stagione, Thomas disputò solo 4 partite, senza far registrare alcuna ricezione.

#### Stagione 2013
Il 31 agosto 2013, Thomas fu nominato il tight end titolare dei Broncos per la prima gara della stagione 2013 contro i Baltimore Ravens in cui non deluse le attese, ricevendo 5 passaggi per 110 yard e 2 touchdown. Un altro TD lo segnò la settimana successiva nella agevole vittoria sui New York Giants e poi per la terza settimana consecutiva contro gli Oakland Raiders. Il giocatore non diede segnali di rallentamento neanche nella settimana 5 nella vittoria sui Dallas Cowboys in cui ricevette 122 yard e 2 touchdown da Peyton Manning. La domenica successiva segnò il suo settimo TD stagionale nella vittoria sui Jacksonville Jaguars. Un altro TD nella settimana 7 contro gli Indianapolis Colts non impedì però ai Broncos di subire la prima sconfitta stagionale. Thomas tornò a segnare nella vittoria della settimana 10 sui San Diego Chargers con un TD da 74 yard nel primo drive della partita.
Nella settimana 11, Thomas segnò il suo decimo touchdown stagionale, contribuendo a battere i Kansas City Chiefs, l'ultima squadra rimasta imbattuta della lega. Dopo aver perso due gare per infortunio, tornò in campo e a segnare nella settimana 14 contro i Tennessee Titans in cui i Broncos ottennero la matematica qualificazione ai playoff. Nella settimana 16 segnò il suo dodicesimo TD stagionale nel giorno in cui Peyton Manning stabilì il record NFL per il maggior numero di touchdown passati in una stagione. Il 27 dicembre fu premiato con la prima convocazione al Pro Bowl in carriera.
Il 19 gennaio 2014, nella finale della AFC, i Broncos batterono i Patriots qualificandosi per il Super Bowl XLVIII, la prima presenza della franchigia dal 1998, in una gara in cui Thomas ricevette 8 passaggi per 85 yard. Nel Super Bowl XLVIII contro i Seattle Seahawks, i Broncos furono surclassati dagli avversari per 43-8, il Super Bowl col risultato più a senso unico degli ultimi vent'anni. Nella partita, Thomas ricevette solamente 4 passaggi per 27 yard.

#### Stagione 2014
Thomas aprì la stagione 2014 ricevendo tre touchdown da Manning nella vittoria della settimana 1 sui Colts, pareggiando il record di franchigia di Shannon Sharpe per il maggior numero di touchdown segnati da un tight end in una gara. Per questa prestazione fu premiato come miglior giocatore offensivo della AFC della settimana. Anche la domenica successiva andò a segno nella vittoria in casa sui Chiefs. Col quinto touchdown nelle prime tre settimane, Thomas pareggiò il record NFL per un tight end nella sconfitta ai supplementari coi Seahawks, nella rivincita del Super Bowl di sette mesi prima.
Dopo la settimana di pausa, Thomas ricevette altri due touchdown contro i Cardinals, incluso il 500º della carriera di Peyton Manning nel primo quarto. Sette giorni dopo ne segnò nuovamente due nella vittoria in casa dei Jets arrivando a quota nove in meno di un terzo della stagione. Dopo essere rimasto a secco per due partite, tornò a segnare nella settimana 9 in casa dei Patriots. Sette giorni dopo, con due marcature contro i Raiders ancora senza vittorie, pareggiò il record NFL di Randy Moss con 12 touchdown nelle prime nove gare. A fine anno fu convocato per il suo secondo Pro Bowl.

### Jacksonville Jaguars
Il 10 marzo 2015, Thomas, divenuto free agent, firmò un contratto di cinque anni da 9,2 milioni di dollari a stagione coi Jacksonville Jaguars. A causa di un infortunio perse tutto il primo mese di gioco, debuttando con la nuova maglia nel quinto turno. Il primo touchdown lo segnò sette giorni dopo contro i Texans. La prima gara da cento yard fu invece nella settimana 12 persa contro i Chargers, in cui segnò anche il terzo TD stagionale.

### Miami Dolphins
Il 20 febbraio 2017, Thomas fu scambiato con i Miami Dolphins. Nella unica stagione in Florida fece registrare 41 ricezioni per 388 yard e 3 touchdown in presenza. Il 20 dicembre fu inserito in lista infortunati.

## Palmarès

### Franchigia
- American Football Conference Championship: 1

Denver Broncos: 2013

### Individuale
- Convocazioni al Pro Bowl: 2

2013, 2014
- Giocatore offensivo della AFC della settimana: 1

1ª del 2014